# Westgate (Iowa)
Westgate es una ciudad ubicada en el condado de Fayette en el estado estadounidense de Iowa. En el Censo de 2010 tenía una población de 211 habitantes y una densidad poblacional de 229,49 personas por km².

## Geografía
Westgate se encuentra ubicada en las coordenadas 42°46′6″N 91°59′44″O / 42.76833, -91.99556. Según la Oficina del Censo de los Estados Unidos, Westgate tiene una superficie total de 0.92 km², de la cual 0.92 km² corresponden a tierra firme y (0%) 0 km² es agua.

## Demografía
Según el censo de 2010, había 211 personas residiendo en Westgate. La densidad de población era de 229,49 hab./km². De los 211 habitantes, Westgate estaba compuesto por el 98.58% blancos, el 0.95% eran afroamericanos, el 0% eran amerindios, el 0% eran asiáticos, el 0% eran isleños del Pacífico, el 0% eran de otras razas y el 0.47% pertenecían a dos o más razas. Del total de la población el 0.47% eran hispanos o latinos de cualquier raza.